# Friluftsvejleder
Uddannelsen til friluftsvejleder på Københavns Universitet er en fleksibel efteruddannelse inden for friluftsliv, som varer et år på fuld tid eller op til tre år på deltid. 
Uddannelsen er modulopdelt i hhv. basismodul, friluftsaktiviteter, friluftstradition og pædagogik, valgmoduler (gruppeprocesser eller håndværk) og specialer. Specialerne er kano, havkajak, træklatring eller vinterfjeld.
Der er særligt fokus på at udvikle praktiske færdigheder, på sikkerhedsmæssige overvejelser, på pædagogik og didaktik i forbindelse med undervisning i friluftsliv og på naturlære og holdninger til naturen.
Uddannelsen henvender sig primært til undervisere og andre, som beskæftiger sig med formidling, og som kunne tænke sig at inddrage friluftsliv og friluftsaktiviteter i privat eller offentligt regi.
Studiested: En stor del af den teoretiske undervisning foregår i og omkring Skovskolen i Nødebo, Nordsjælland. Skovskolen ligger midt i naturen ved Gribskov og med udsigt over Esrum sø. Undervisning i uddannelsens praktiske moduler foregår hhv. på Skovskolen og rundt omkring på friluftslokaliteter i Danmark og i Norden.
Skovskolen er en del af Institut for Geovidenskab og Naturforvaltning på Københavns Universitet.